# Alexandria (Missouri)
Alexandria è un comune degli Stati Uniti d'America, situato nello Stato del Missouri, nella contea di Clark.